# Airport (discothèque)
Pour les articles homonymes, voir Airport.
L'Airport (ou simplement Air) est une boîte de nuit de Wurtzbourg, en Bavière (Allemagne), connue en raison de son importance dans la scène house music et techno.

## Histoire
Le club ouvre ses portes en octobre 1983 dans le bâtiment d'un ancien marché de gros à l'est de Würzburg. Il doit son nom au concept de sa décoration calquée sur un terminal d'aéroport et la cabine du DJ ressemblant à un cockpit. Un an plus tard, une extension est inaugurée, le "Rockpalast" est consacré à la musique rock. Depuis le milieu des années 1980, le "biplan" est très populaire auprès d'un public jeune qui est toujours une nouvelle clientèle pour le club. Avec ses deux salles, elle propose des tarifs différents selon les deux soirées organisées.
La musique jouée va du hip-hop, la house, le funk, la soul à l'acid house. Au début des années 1990, elle diffuse de la techno qui commence à être connue et populaire. Au cours des années suivantes, elle invite les représentants allemands de cette scène : Sven Väth, Paul van Dyk...
Au début, la boîte change de propriétaire et de nom, le Loveboat. Mais six mois plus tard, l'Airport renaît tel quel. Depuis, le décor d'aéroport a disparu, le "Rockpalast" est devenu le "Soundpark".
L'Airport possède pendant quelques années son propre char à la Love Parade. Au festival Nature One, elle possède sa propre scène. 